# Damernas K-4 500 meter i kanotsport vid olympiska sommarspelen 1996
Damernas K-4 500 meter vid olympiska sommarspelen 1996 hölls på Lake Lanier i USA. 

## Medaljörer
| Gren           | Guld                                                               | Silver                                                                  | Brons                                                                   |
| K-4, 500 meter | Tyskland Anett Schuck Birgit Fischer Manuela Mucke Ramona Portwich | Schweiz Gabi Müller Ingrid Haralamow Sabine Eichenberger Daniela Baumer | Sverige Susanne Rosenqvist Anna Olsson Ingela Ericsson Agneta Andersson |

## Resultat

### Heat
| Heat 1 |                                                                                    |          |    |
| 1.     | Xian Bangdi, Gao Beibei, Dong Ying och Zhang Qin (CHN)                             | 1:40.045 | QF |
| 2.     | Ingrid Haralamow, Daniela Baumer, Sabine Eichenberger och Gabi Müller (SUI)        | 1:40.197 | QF |
| 3.     | Shelley Oates, Yanda Nossiter, Lynda Lehmann och Natalie Hunter (AUS)              | 1:41.185 | QS |
| 4.     | Sanda Toma, Viorica Iordache, Raluca Ioniţǎ och Mihaela Bene (ROU)                 | 1:41.685 | QS |
| 5.     | Szilvia Mednyánski, Éva Dónusz, Kinga Czigány och Erika Mészáros (HUN)             | 1:42.821 | QS |
| 6.     | Hanna Balabanova, Nataliya Fiklisova, Tetiana Teklian och Kateryna Yurchenko (UKR) | 1:43.381 | QS |
| 7.     | Tatyana Levina, Inna Isakova, Irina Lyalina och Yelena Lebedeva (UZB)              | 1:45.905 | QS |
| 8.     | Sayuri Maruyama, Keiko Muto, Asako Watanabe och Natsuki Nishi (JPN)                | 1:49.505 | QS |
| Heat 2 |                                                                                    |          |    |
| 1.     | Ramona Portwich, Birgit Fischer, Anett Schuck och Manuela Mucke (GER)              | 1:37.895 | QF |
| 2.     | Agneta Andersson, Ingela Ericsson, Anna Olsson och Susanne Rosenqvist (SWE)        | 1:39.363 | QF |
| 3.     | Marie-Josée Gibeau, Alison Herst, Corrina Kennedy och Klari MacAskill (CAN)        | 1:39.691 | QS |
| 4.     | Izaksun Aramburu, Beatriz Manchón, Ana María Penas och Belén Sánchez (ESP)         | 1:39.863 | QS |
| 5.     | Olga Tishchenko, Tatyana Tishchenko, Larisa Kosorukova och Nataliya Guly (RUS)     | 1:41.695 | QS |
| 6.     | Alexandra Harbold, DeAnne Hemmens, Lia Rousset och Druella Van Hengel (USA)        | 1:43.311 | QS |
| 7.     | Jitka Janáčková, Kateřina Heková, Kateřina Hluchá och Milena Pergnerová (CZE)      | 1:44.707 | QS |
| 8.     | Erika Duron, Renata Hernández, Sandra Rojas och Itzel Reza (MEX)                   | 1:45.215 | QS |

### Semifinaler
| Semifinal 1 |                                                                                    |          |    |
| 1.          | Marie-Josée Gibeau, Alison Herst, Corrina Kennedy och Klari MacAskill (CAN)        | 1:38.712 | QF |
| 2.          | Olga Tishchenko, Tatyana Tishchenko, Larisa Kosorukova och Nataliya Guly (RUS)     | 1:39.764 | QF |
| 3.          | Sanda Toma, Viorica Iordache, Raluca Ioniţǎ och Mihaela Bene (ROU)                 | 1:40.088 |    |
| 4.          | Hanna Balabanova, Nataliya Fiklisova, Tetiana Teklian och Kateryna Yurchenko (UKR) | 1:40.092 |    |
| 5.          | Jitka Janáčková, Kateřina Heková, Kateřina Hluchá och Milena Pergnerová (CZE)      | 1:42.216 |    |
| 6.          | Sayuri Maruyama, Keiko Muto, Asako Watanabe och Natsuki Nishi (JPN)                | 1:45.996 |    |
| Semifinal 2 |                                                                                    |          |    |
| 1.          | Szilvia Mednyánski, Éva Dónusz, Kinga Czigány och Erika Mészáros (HUN)             | 1:37.145 | QF |
| 2.          | Izaksun Aramburu, Beatriz Manchón, Ana María Penas och Belén Sánchez (ESP)         | 1:37.365 | QF |
| 3.          | Shelley Oates, Yanda Nossiter, Lynda Lehmann och Natalie Hunter (AUS)              | 1:37.905 | QF |
| 4.          | Alexandra Harbold, DeAnne Hemmens, Lia Rousset och Druella Van Hengel (USA)        | 1:40.045 |    |
| 5.          | Tatyana Levina, Inna Isakova, Irina Lyalina och Yelena Lebedeva (UZB)              | 1:40.893 |    |
| 6.          | Erika Duron, Renata Hernández, Sandra Rojas och Itzel Reza (MEX)                   | 1:42.157 |    |

### Final
| Gold   | Ramona Portwich, Birgit Fischer, Anett Schuck och Manuela Mucke (GER)          | 1:31.077 |
| Silver | Ingrid Haralamow, Daniela Baumer, Sabine Eichenberger och Gabi Müller (SUI)    | 1:32.701 |
| Bronze | Agneta Andersson, Ingela Ericsson, Anna Olsson och Susanne Rosenqvist (SWE)    | 1:32.917 |
| 4.     | Xian Bangdi, Gao Beibei, Dong Ying och Zhang Qin (CHN)                         | 1:33.089 |
| 5.     | Marie-Josée Gibeau, Alison Herst, Corrina Kennedy och Klari MacAskill (CAN)    | 1:33.093 |
| 6.     | Izaksun Aramburu, Beatriz Manchón, Ana María Penas och Belén Sánchez (ESP)     | 1:33.577 |
| 7.     | Olga Tishchenko, Tatyana Tishchenko, Larisa Kosorukova och Nataliya Guly (RUS) | 1:34.345 |
| 8.     | Shelley Oates, Yanda Nossiter, Lynda Lehmann och Natalie Hunter (AUS)          | 1:34.673 |
| 9.     | Szilvia Mednyánski, Éva Dónusz, Kinga Czigány och Erika Mészáros (HUN)         | 1:34.693 |